# Intermedia
Intermedia – projekt hipertekstowy opracowany na Brown University, trzeci publicznie znany po HES (1967) i FRESS (1969).
System Intermedia został zainicjowany w 1985 przez Normana Meyrowitza, który był także zaangażowany we wcześniejsze badania uniwersyteckie nad hipertekstem. Projekt zbiegł się w czasie z utworzeniem Institute for Research in Information and Scholarship (IRIS).
Projekt został uruchomiony na systemie A/UX v. 1.1. Programowano go za pomocą języka zorientowanego obiektowo i standardowych funkcji bazodanowych. Obsługiwał dwukierunkowe odsyłacze między elementami tekstowymi i graficznymi oraz zawierał metainformacje o autorze, dacie utworzenia, tytule i wyrazach kluczowych. Informacja o odsyłaczach była składowana oddzielnie, poza głównym tekstem. Każdy użytkownik Intermedii mógł tworzyć własny zbiór powiązanych informacji – system był wielodostępny, z trzema poziomami uprawnień – czytania, pisania i adnotowania – podobnych do uprawnień w Uniksie.
System wymagał 4 MB pamięci operacyjnej i 80 MB miejsca na dysku. Był też ściśle związany z mało popularnym klonem Uniksa, uruchamianym na maszynach Macintosh – był więc nieprzenośny. W 1991 r., po zmianach dokonanych w AU/X i wskutek braku funduszy, projekt Intermedia został zakończony.